# Basurama
Basurama es un colectivo cultural español, fundado por estudiantes de arquitectura en 2001, cuya actividad está orientada al estudio de los fenómenos sociales asociados a la producción masiva de basura, tanto real como virtual, de la sociedad de consumo, con el objetivo de aportar una visión crítica de nuestra sociedad de consumo.

## Historia
La sede de Basurama se encuentra en el barrio de la Elipa, en Madrid, aunque tiene oficinas permanentes en Bilbao y Sao Paulo (Brasil). Es un espacio pluridisciplinar en el que se desarrollan talleres, ponencias, conciertos, proyecciones y publicaciones.
Basurama comenzó como un proyecto de arte de estudiantes de arquitectura. En la actualidad, han desarrollado más de cien proyectos artísticos, de información o investigación en cuatro continentes distintos.

## Proyectos
- Navidad en RE (2016). Encuadrada en el programa Art forChange, de la Obra Social “la Caixa”[4]
- Zaborra puztu (2016) en este proyecto utilizan el plástico de desecho para generar espacios inflables.[5]
- Libro-botella "Basura" (2016) Resignificación del libro “Basura” de Ben Cark.[6]
- 100% Sostenible (2008-2010).[7]
- Diseño de Sobra (2008).[8]
- Basuramatv publidj sesión (2007). Remezcla sobre el significado de términos como Ecología y Sostenibilidad en la cultura popular contemporánea.[9]
- ¡Todos a jugar al golf! (2007).[10]
- YO♥M30 / Yo amo la M30 (2006).[11]
- Madrid tela pone (2006).[12]
- Basurama en Andoáin (2006).[13]
- Basurama 05: remezcla de cocido (2005).[14]
- Basurama 05: Sofá neumático (2005).[15]
- Taller: ¿qué es basura? (2004).[16]
- Basurama 04: concurso de reutilización (2004).[17]
- spermöla ugt (cortinilla) (2004).[18]
- “Obsoletos”.[19]
- “Spermöla”.[20]
- “Basurama Panorámica: 6.000 kilómetros”.[21]

## Publicaciones
- Libro RUS (Residuos Urbanos Sólidos).[22]
- Basurama Libro Paisajes después de la batalla.[23]
- Basurama: a framework for designing collectively with waste.[24]
- Libro Distorsiones Urbanas.[25]

## Premios
- 2020 Autocoles premiado por UN-Habitat como Best Innovative Practices on Waste Education
- 2020 Finalistas Le Monde Prize Cities Urban Innovation Awards  2017 Curry Stone design prize – Social Design Circle
- 2017 Premis D’Honor Vila de Pedreguer 2015 Premio Graffica- Revista Gràffica
- 2009 Environmental photo of the year award (video)- Ciwem 2006 Premio al compromiso urbano- Club de Debates Urbanos